# Kalendergespräch

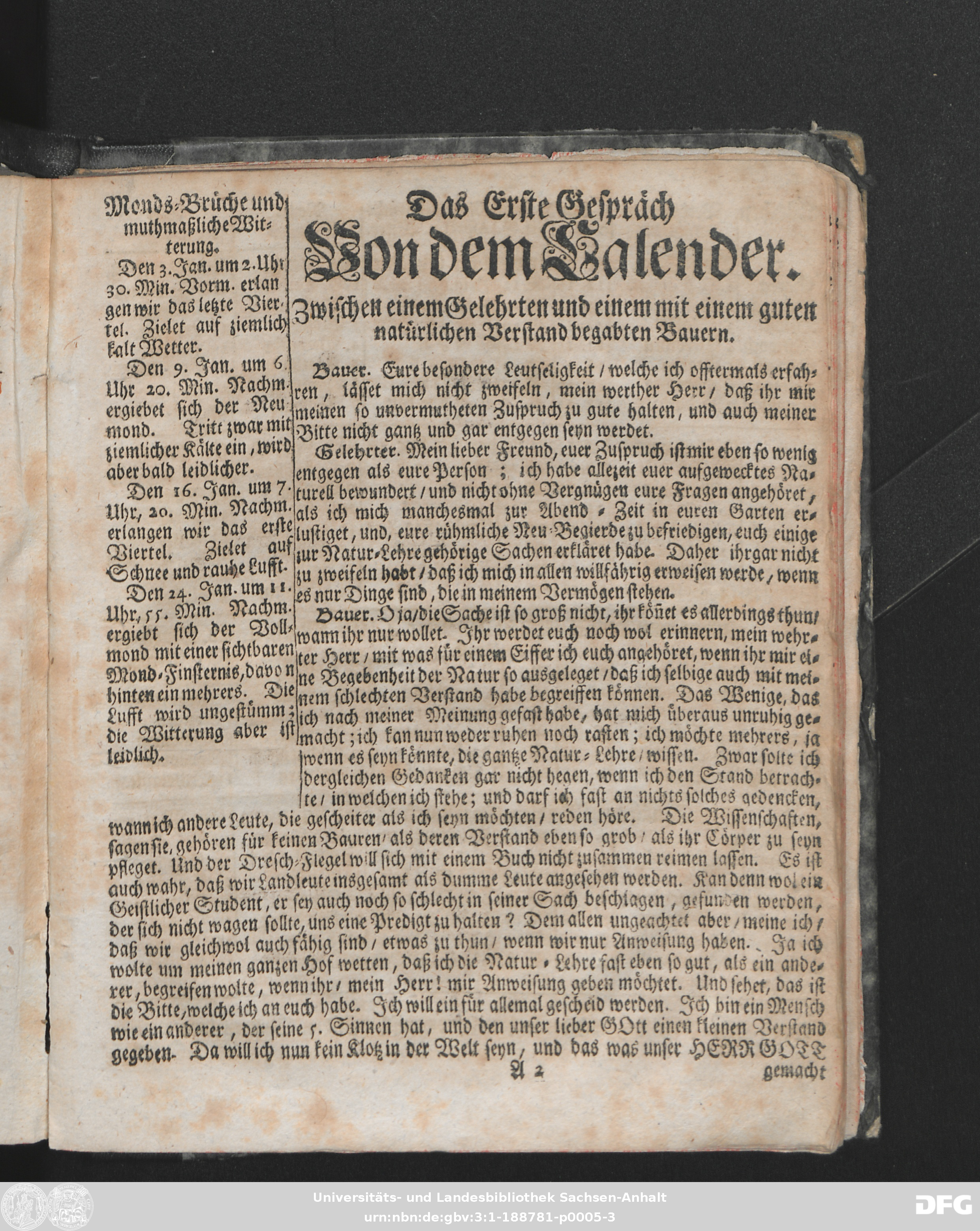
Lehrdialog im 'Curieuser Bauer'

Das Kalendergespräch ist eine Textgattung zwischen Sachtext und literarischem Text, die sich ab der zweiten Hälfte des 17. Jahrhunderts als fester Bestandteil des Prognostikums zahlreicher Schreibkalender etablierte. Fiktive Kalenderfiguren versammeln sich zu einer Unterhaltung, in welcher sich belehrende und kurzweilige Inhalte vermischen und ergänzen. Kalendergespräche können somit als Vorläufer der Kalendergeschichte des 19. Jahrhunderts betrachtet werden.
Besonderen Bekanntheitsgrad erlangte Christoph Richter, der in seinen von 1658 bis 1699 erschienenen ‚Astrologischen Gesprächen‘ „als erster Kalendermacher die seit der Antike bekannte und in zahlreichen anderen Drucken seit dem 16. Jahrhundert angewandte Form des (Lehr-)Gesprächs in einem Kalender nutzte“. Ab spätestens 1683 wurde die Reihe unter gleichem Namen von Gottfried Kirch fortgeführt. Dieser veröffentlichte sowohl unter seinem eigenen Namen als auch unter verschiedenen Pseudonymen eine Vielzahl an Kalenderreihen, welche er auf unterschiedliche Zielgruppen und thematische Schwerpunkte zuschnitt. Nur einmalig erschienen, aber besonders bedeutend wegen volksaufklärerischer Tendenzen, ist der anonym erschienene ‚Curieuse Bauer‘, welcher Michael Adelbulner zugeschrieben wird.

## Inhalt und Aufbau
Wie der Schreibkalender als Zwitterwesen zwischen gedrucktem Medium und handschriftlichen Eintragungen gilt, steht auch das Kalendergespräch an der Schnittstelle von Sachtext und literarischem Text: Es dient zwar in erster Linie der Wissensvermittlung, verbindet das Format aber mit facettenreichen Charakteren und der Integration themenfremder Informationen.
In Michael Adelbulners Schreibkalender ‚Der Curieuse Bauer‘ für das Jahr 1739 ist selbstbezüglich von einer „nützlichen und zugleich angenehmen Materie“ die Rede. Kalendergespräche schaffen die seltene Gelegenheit, Figuren aus vollkommen unterschiedlichen Ständen und Berufsgruppen – etwa Bauern, Bürger, Ärzte, Soldaten sowie Astrologen und Astronomen – zumindest in einer fiktionalen Unterhaltung zusammenzubringen. Dem Autor bietet dies die Möglichkeit, unterschiedliche Anschauungen präsentieren zu können, durch die Auslagerung in einen Dialog aber Angriffe der eigenen Person zu vermeiden. Die Beurteilung der vorgestellten Gedanken wird meist dem Leser überlassen; teilweise geben einsichtige Stellungnahmen der Kalenderfiguren aber auch eine gewisse Orientierungshilfe: So können behutsam neue Perspektiven aufgezeigt werden. Wie Gottfried Kirchs Korrespondenz zeigt, rief das Konzept bei Zeitgenossen positive Resonanz hervor.
Auch die Figuren selbst erkennen das Potenzial der Situation: So berichtet der Bauer Corydon in Christoph Richters ‚Dialogus Astrologicus‘ für das Jahr 1683: „Wann ich zu meinen Nachbarn komme / da erzehlen wir einander von unſerm Feldbau / von unſern Ochſen / von unſerm Heu und Getreyde“. Während in Corydons bäuerlicher Nachbarschaft insbesondere landwirtschaftliche Gegenstände besprochen werden, werden die Figuren in Kalendergesprächen mit einer großen Bandbreite an Themen, Standpunkten und Hintergründen konfrontiert.
In vielen Fällen können Kalendergespräche somit auch als Lehrdialoge begriffen werden. Hartwig Kalverkämper beschreibt das dialogische Lernen mit Blick auf die heutige Didaktik als besonders liberal und motivationserhaltend. Viele der genannten Vorteile lassen sich – auch ohne interaktive Einbindung des Rezipienten – auf dialogische Lehrtexte übertragen: Auch in Fachtexten waren bis in die Mitte des 18. Jahrhunderts hinein freiere, heute vielfach als unwissenschaftlich empfundene, Vermittlungsformate verbreitet. Vor diesem Hintergrund verwundert es nicht, dass dialogische Formate auch in Schreibkalendern Verwendung fanden.
Der Kalenderforscher Klaus-Dieter Herbst vergleicht die Gattung auch mit heutigen – nicht fiktionalen – Talkshows, welche ebenfalls in großem Maße zur Meinungsbildung beitragen.
Die in der  Regel jährlich erscheinenden Gesprächskalender basieren üblicherweise auf einem Reihenkonzept. Die einzelnen Episoden sind dabei in sich abgeschlossen: Abgesehen von vereinzelten Rückbezügen handelt es sich somit – anders als etwa im späteren Feuilletonroman des 19. Jahrhunderts – um ein eher episodisches als serielles Erzählen. Ein charakteristisches Merkmal bildet neben sich wiederholenden Gesprächsorten auch das feste Figurenpersonal. Nur in Einzelfällen, etwa im Falle von Gottfried Kirchs Figur Kunstlieb, kommen in späteren Jahrgängen weitere Charaktere hinzu, welche die Gespräche durch neue Perspektiven ergänzen. Die Figuren begleiten Leser somit über einen langen Zeitraum, was die Ausbildung einer parasozialen Beziehung befördern kann – eine Identifikation wird durch die Vielfalt der Figuren erleichtert. Besonders hervorzuheben sind hier Christoph Richters ‚Astrologische Gespräche‘ (erschienen von 1658 bis 1699), in welchen der Leser über einen Zeitraum von mehr als drei Jahrzehnten sechs Kalenderfiguren begleitet.
Anders als in dramatischen Texten sind in Kalendergesprächen üblicherweise keine Regieanweisungen zu finden. Die Reduktion auf die direkte Rede resultiert in einer fingierten Mündlichkeit, die sich nach Paul Goetsch auch im Fehlen der Beschreibung „wichtiger Mündlichkeitssignale, nämlich der Körpersprache der Beteiligten, der Intonation im Dialog sowie der Umfeldreize“ ausdrückt.

## Geschichte
Die Tradition dialogischer Vermittlungsformen kann bis in die Antike zurückverfolgt werden. Offene Textsorten, zu denen auch dialogische Lehrformen gehören, waren in früheren Jahrhunderten deutlich verbreiteter als in der heutigen Wissenschaftskommunikation: So beruht etwa Galileis ‚Dialogo‘ von 1632 auf der Notwendigkeit, eine naturwissenschaftliche Kontroverse umfassend zu beleuchten, als Autor aber die eigene Position kaschieren zu müssen bzw. zumindest nicht explizit einzugestehen.
Die ersten Gesprächskalender traten in der zweiten Hälfte des 17. Jahrhunderts auf. Bereits Peter Crüger versuchte 1615, mit einer Frage-Antwort-Methode astronomisches Grundwissen zu vermitteln, erst Christoph Richter ergänzte jedoch in seinen ab 1658 erschienenen ‚Astrologischen Gesprächen‘ eine Rahmenhandlung und handelnde Personen.

## Kalendergespräche in der Frühaufklärung
Besonders hervorzuheben ist die Rolle des Kalendergesprächs in der Frühaufklärung des ausgehenden 17. Jahrhunderts. Klaus-Dieter Herbst datiert deren Beginn auf die Sonnenfinsternis am 2. bzw. 12. August 1654, welche eine kritische Reflexion der angestellten Vorhersagen nach sich zog. Auch Holger Böning spricht bereits mit Blick auf die 2. Hälfte des 17. Jahrhunderts von einer „Erosion des astrologischen Glaubens“. Die Aufklärung in Schreib- und insbesondere Gesprächskalendern begann somit deutlich bevor 1745/46 erste detaillierte Vorschläge zur kalendergestützten Volksaufklärung veröffentlicht wurden sowie vor den großen Kalenderreformen, die im Jahr 1779 sogar einen Kaufboykott nach sich zogen: Als ersten Reformkalender nennt Reinhart Siegert Christoph Richters ‚Gesprächs=Kalender‘ (erschienen ab 1658). Auch der ‚Curieuse Bauer‘ für das Jahr 1739, welcher Michael Adelbulner zugeschrieben wird, hat Eingang in die Chronologie gefunden. Nicht enthalten ist Gottfried Kirchs ‚Astronomischer WunderKalender‘. Dessen ‚Historien- und Gespräch-Kalender‘, welcher ebenfalls ab 1677 erschien, unterstreicht aber, dass auch Kirch bereits frühzeitig aufklärerische Ansätze verfolgte.

## Populäre Gesprächskalender (Auswahl)
- Christoph Richter: ‚Alter und Neuer Gesprächs=Kalender/ In welchem zu Belustigung des Lesers Zweene Sternseher/ Ein Bürger/ Ein Bauer/ Ein Soldat/ Ein Artzt/ Ein Gespräch miteinander halten‘ (erschienen von 1658 bis 1699)[24]. Richter, Christoph: Dialogus Astrologicus für 1658. Abgerufen am 29. Juni 2025.
- Gottfried Kirch: ‚Astronomischer Wunder=Kalender‘ (erschienen von 1677 bis 1700)[25]
- Hipparchus: [Pseudonym für Gottfried Kirch]: ‚Kalendarischer Anhang/ Oder Gemeinem Gebrauch nach so genandte Practica, des 1679. Jahres Christi‘.[25]
- Anonym [mutmaßlich Michael Adelbulner]: ‚Curieuser Bauer welcher sich und seine Lands-Leute aus der Unwissenheit heraus zu reissen und alle Menschen zur Betrachtung der Geschöpffe zum Preiß des Schöpffers zu ermuntern bemühet ist‘ (erschienen nur 1739)[26]. N.N. [Adelbulner, Michael]: ‚Der Curieuse Bauer für 1739‘. Abgerufen am 29. Juni 2025.
- Raphael Gütner: ‚Historien= und Gesprächs=Kalender‘ (erschienen von 1672 bis mindestens 1680,[27] ab spätestens 1677 weitergeführt von Gottfried Gütner)[28]
- Gottfried Gütner: ‚Der Andere Theil Oder Die Grosse Practica für 1677‘[28]
- Pontius Neubauer (Pseud.?): ‚Ober und Unterländische Bauern Haußhalt und Gesprächs=Kalender‘ (erschienen von 1688 bis mindestens 1747)[29]. Neubauer, Pontius: ‚Ober und Unterländischer Bauern Haußhalt und Gesprächs-Kalender für 1696‘. Abgerufen am 29. Juni 2025.